# Eric B. & Rakim
Eric B. & Rakim ist ein 1985 in New York City gegründetes Eastcoast-Hip-Hop-Duo. Die Band gilt als Wegbereiter und wesentlicher Protagonist des Golden Age Of Hip Hop.

## Karriere
Die Karriere von Eric Barrier (Eric B.) und William Michael Griffin Jr. (Rakim) begann 1986 mit der Single Eric B. Is President, die auf dem Independent-Label Zakia Records in Harlem veröffentlicht wurde. In den Jahren 1987 und 1988 folgten die Alben Paid in Full und Follow the Leader. Paid in Full wurde 2006 von MTV als bestes Hip-Hop Album aller Zeiten ausgezeichnet, und die Musikzeitschrift Rolling Stone führt es auf Platz 227 seiner Liste der 500 besten Alben aller Zeiten. Der Song Microphone Fiend von der Platte Follow the Leader wurde im Jahr 2000 von Rage Against the Machine für ihr Album Renegades gecovert. Im Jahr 1990 erschien die Platte Let the Rhythm Hit 'Em und schließlich 1992, als letztes Album, Don't Sweat the Technique. Danach trennte sich das Duo.
Nach der Trennung gründete Eric B. sein Plattenlabel 95th Street Records. Rakim veröffentlichte zwei Soloalben, die jedoch nicht sonderlich erfolgreich waren, und unterschrieb 2001 einen Vertrag bei Aftermath Entertainment, dem Label von Dr. Dre. Rakim verließ dieses Label jedoch 2003 wegen künstlerischer Differenzen.
Im Jahr 2004 war ihr Song I Know You Got Soul im Soundtrack des Computerspiels Grand Theft Auto: San Andreas vertreten.
Im Oktober 2016 gab Rakim bekannt, dass er, nach 23 Jahren, wieder mit Eric B. auftreten werde und man für 2017 eine Tour plane.

## Diskografie

### Alben
| Jahr | Titel                     | Höchstplatzierung, Gesamtwochen, AuszeichnungChartplatzierungen (Jahr, Titel, Platzierungen, Wochen, Auszeichnungen, Anmerkungen) | Höchstplatzierung, Gesamtwochen, AuszeichnungChartplatzierungen (Jahr, Titel, Platzierungen, Wochen, Auszeichnungen, Anmerkungen) | Höchstplatzierung, Gesamtwochen, AuszeichnungChartplatzierungen (Jahr, Titel, Platzierungen, Wochen, Auszeichnungen, Anmerkungen) | Anmerkungen                         |
| Jahr | Titel                     | DE | UK | US | Anmerkungen                         |
| ---- | ------------------------- | --- | --- | --- | ----------------------------------- |
| 1987 | Paid in Full              | — | UK85 (4 Wo.)UK | US58 Platin · (38 Wo.)US | Erstveröffentlichung: 7. Juli 1987  |
| 1988 | Follow the Leader         | — | UK25 (4 Wo.)UK | US22 Gold · (16 Wo.)US | Erstveröffentlichung: 25. Juli 1988 |
| 1990 | Let The Rhythm Hit ’Em    | — | UK58 (1 Wo.)UK | US32 Gold · (14 Wo.)US | Erstveröffentlichung: 22. Mai 1990  |
| 1992 | Don’t Sweat the Technique | — | UK73 (1 Wo.)UK | US22 (11 Wo.)US | Erstveröffentlichung: 23. Juni 1992 |

Weitere Alben
- 2001: 20th Century Masters – The Millennium Collection: The Best of Eric B. & Rakim
- 2003: Classic
- 2005: Gold
- 2008: Repaid In Full: The Paid In Full Remixed
- 2010: Rarities Edition: Paid In Full

### Singles
| Jahr | Titel Album                                                       | Höchstplatzierung, Gesamtwochen, AuszeichnungChartplatzierungen (Jahr, Titel, Album, Platzierungen, Wochen, Auszeichnungen, Anmerkungen) | Höchstplatzierung, Gesamtwochen, AuszeichnungChartplatzierungen (Jahr, Titel, Album, Platzierungen, Wochen, Auszeichnungen, Anmerkungen) | Höchstplatzierung, Gesamtwochen, AuszeichnungChartplatzierungen (Jahr, Titel, Album, Platzierungen, Wochen, Auszeichnungen, Anmerkungen) | Anmerkungen                         |
| Jahr | Titel Album                                                       | DE | UK | US | Anmerkungen                         |
| ---- | ----------------------------------------------------------------- | --- | --- | --- | ----------------------------------- |
| 1987 | Paid in Full                                                      | DE27 (12 Wo.)DE | UK15 (6 Wo.)UK | — | Erstveröffentlichung: November 1987 |
| 1987 | I Know You Got Soul Paid in Full                                  | — | UK13 (10 Wo.)UK | — | Erstveröffentlichung: Dezember 1987 |
| 1988 | Move The Crowd Paid in Full                                       | — | UK53 (2 Wo.)UK | — | Erstveröffentlichung: Februar 1988  |
| 1988 | As The Rhyme Goes On Paid in Full                                 | — | UK81 (2 Wo.)UK | — | Erstveröffentlichung: Juni 1988     |
| 1988 | Follow The Leader Follow the Leader                               | — | UK21 (5 Wo.)UK | — | Erstveröffentlichung: Juli 1988     |
| 1988 | Microphone Fiend Follow the Leader                                | — | UK74 (3 Wo.)UK | — | Erstveröffentlichung: November 1988 |
| 1989 | The R Follow the Leader                                           | — | UK76 (2 Wo.)UK | — | Erstveröffentlichung: Februar 1989  |
| 1990 | Let the Rhythm Hit 'Em                                            | — | UK81 (2 Wo.)UK | — | Erstveröffentlichung: August 1990   |
| 1992 | Juice (Know The Ledge) Don’t Sweat the Technique / Juice (O.S.T.) | — | — | US96 (4 Wo.)US | Erstveröffentlichung: Februar 1992  |

### Als Gastmusiker
| Jahr | Titel Album              | Höchstplatzierung, Gesamtwochen, AuszeichnungChartplatzierungen (Jahr, Titel, Album, Platzierungen, Wochen, Auszeichnungen, Anmerkungen) | Höchstplatzierung, Gesamtwochen, AuszeichnungChartplatzierungen (Jahr, Titel, Album, Platzierungen, Wochen, Auszeichnungen, Anmerkungen) | Höchstplatzierung, Gesamtwochen, AuszeichnungChartplatzierungen (Jahr, Titel, Album, Platzierungen, Wochen, Auszeichnungen, Anmerkungen) | Höchstplatzierung, Gesamtwochen, AuszeichnungChartplatzierungen (Jahr, Titel, Album, Platzierungen, Wochen, Auszeichnungen, Anmerkungen) | Anmerkungen                                                            |
| Jahr | Titel Album              | DE | CH | UK | US | Anmerkungen                                                            |
| ---- | ------------------------ | --- | --- | --- | --- | ---------------------------------------------------------------------- |
| 1989 | Friends Larger Than Life | DE45 (10 Wo.)DE | CH20 (2 Wo.)CH | UK21 (6 Wo.)UK | US9 (18 Wo.)US | Erstveröffentlichung: 15. April 1989 Jody Watley feat. Eric B. & Rakim |